# Territoire du bassin de la Sarre
Pour les articles homonymes, voir Sarre.
Ne doit pas être confondu avec Sarre (protectorat).
 (septembre 2014).
Si vous disposez d'ouvrages ou d'articles de référence ou si vous connaissez des sites web de qualité traitant du thème abordé ici, merci de compléter l'article en donnant les références utiles à sa vérifiabilité et en les liant à la section « Notes et références ».
1920–1935
Entités précédentes :
- Empire allemand (parties de la Rhénanie prussienne du royaume de Prusse et du palatinat du Rhin du royaume de Bavière)

Entités suivantes :
- Troisième Reich (Gaue de Saarpfalz, puis de Westmark)

Le territoire du bassin de la Sarre, en allemand Saargebiet, était un territoire allemand, correspondant approximativement à l'actuel Land de Sarre et administré par la Société des Nations entre 1920 et 1935 en application du traité de Versailles.
Le Reich allemand retrouva l’administration du territoire en 1935 après un référendum.
En histoire du droit international public, le bassin de la Sarre est un des premiers exemples d'administration internationale de territoires,.

## Histoire

### Création
Le territoire du bassin de la Sarre fut créé en application des articles 45 à 50 de la section IV de la partie III du traité de paix signé à Versailles, le 28 juin 1919, et entré en vigueur, le 10 janvier 1920, après avoir été notamment ratifié par la nouvelle république allemande, et la République française.
Sa création est le résultat d'un compromis entre la demande du Gouvernement français, présidé par Georges Clemenceau, et les Quatorze points du président des États-Unis d'Amérique, Thomas Woodrow Wilson.
En cours de la conférence de Paix qui s'ouvrit, à Paris, le 18 janvier 1919, le Gouvernement français demanda la réintégration dans le territoire français des territoires que la France avait conservés, après l'abdication de Napoléon Ier, en vertu du traité de paix signé à Paris, le 30 mai 1814, mais auxquels elle avait renoncé, après les Cent-Jours et la défaite de Waterloo, par le traité de paix signé à Paris, le 20 novembre 1815.
La demande française était contraire aux objectifs du président Wilson, énoncés dans son message du 8 janvier 1918, auquel l'histoire donna le nom de Quatorze points. Le huitième de ces quatorze points ne prévoyait, en effet, que la réparation du « préjudice causé à la France par la Prusse en 1871 en ce qui concerne l'Alsace-Lorraine », c'est-à-dire la réintégration, dans le territoire français, des territoires que la France avait cédés à l'Empire allemand par le traité de paix signé à Francfort, le 10 mai 1871, et qui constituaient alors la Terre d'Empire d'Alsace-Lorraine.
La production minière et industrielle de la Sarre devait aussi contribuer au paiement des réparations en nature dues par l'Allemagne à la France sous la tutelle de la Mission interalliée de contrôle des usines et des mines.

### Mandat de la Société des Nations
Le bassin de la Sarre n'est pas un État, mais un sujet du droit international public ayant le droit de conclure des traités et d'entrer dans des organisations internationales dont l'adhésion n'est pas réservée aux seuls États.
Les articles 45 à 50 du traité de Versailles font du bassin de la Sarre un territoire placé sous mandat de la jeune Société des Nations. La durée du mandat est fixée à quinze ans, à l’issue desquels un plébiscite décidera du statut de la Sarre.
Le traité concède également les mines de charbon « en propriété entière et absolue » à la France, comme compensation pour les dommages infligés par l’armée allemande aux houillères du Nord et du Pas-de-Calais.
En 1933, de nombreux opposants au nazisme quittent l’Allemagne pour s’installer en Sarre, le seul territoire allemand échappant au contrôle du régime nazi, et lancent une campagne visant à ce que la Sarre reste sous mandat de la Société des Nations aussi longtemps qu’Adolf Hitler se trouvera à la tête de l’Allemagne.

### Retour à l’Allemagne
Malgré la campagne des anti-nazis, le ressentiment contre la France s’exprime lors du plébiscite tenu le 13 janvier 1935 : 90,7 % des votants choisissent l’union avec l’Allemagne, 8,9 % le statu quo, et 0,4 % l’union avec la France.
Le 17 janvier 1935, le conseil de la Société des Nations approuve le rattachement à l’Allemagne et le 1er mars, le Reich reprend officiellement contrôle du territoire. Lors du rattachement, le Reich rachète les mines pour 900 millions de francs ; ce prix, payable en or, a été fixé par trois experts nommés par la France, l’Allemagne et la Société des Nations. Josef Bürckel devient commissaire du Reich pour la réintégration de la Sarre (Reichskommissar für die Rückgliederung des Saarlandes). Élisabeth Pitz, Miss Lorraine (née à Sarrebruck), élue Miss France 1935 le 18 mai suivant, est contrainte de démissionner après son élection.

## Géographie

### Délimitation et démarcation

#### Délimitation générale
L'article 48 du traité de paix de Versailles délimitait le territoire du bassin de la Sarre comme suit :
- Au sud et au sud-ouest : « par la frontière de la France », telle qu'elle était fixée par le 3° de l'article 27 du traité, c'est-à-dire la frontière telle qu'elle existait au 18 juillet 1870.
- Au nord-ouest et au nord : « par une ligne suivant la limite administrative septentrionale du cercle [ou arrondissement] de Merzig depuis le point où elle se détache de la frontière française jusqu'au point où elle coupe la limite administrative qui sépare la commune de Saarholzbach de la commune de Britten ; suivant cette limite communale vers le sud et atteignant la limite administrative du canton de Merzig de manière à englober dans le territoire du bassin de la Sarre le canton de Mettlach à l'exception de la commune de Britten ; suivant les limites administratives septentrionales des cantons de Merzig et de Haustadt incorporés audit territoire du bassin de la Sarre, puis successivement les limites administratives qui séparent les cercles [ou arrondissements] de Sarrelouis, d'Ottweiler et de Saint-Wendel des cercles [ou arrondissements] de Merzig, de Trèves et de la principauté de Birkenfeld, jusqu'à un point situé à 500 mètres environ au nord du village de Furschweiler (point culminant du Metzetberg) ».
- Au Nord-Est et à l'Est : « du dernier point ci-dessus défini, jusqu'à un point situé à environ 3 km 500 à l'est-nord-est de Saint-Wendel : une ligne à déterminer sur le terrain, passant à l'est de Furschweiler, à l'ouest de Roschberg, à l'est des cotes 418, 329 (sud de Roschberg), à l'ouest de Leitersweiler, au nord-est de la cote 464, puis, suivant vers le sud la ligne de faîte, jusqu'à son point de rencontre avec la limite administrative du cercle [ou arrondissement] de Kusel ».
- « De là, vers le Sud, la limite [administrative] du cercle de Kusel, puis celle du cercle de Homburg, vers le sud-sud-est, jusqu'à un point situé à environ 1000 mètres ouest de Dunzweiler ».
- « De là et jusqu'à un point situé à environ 1 km au sud de Hornbach : une ligne à déterminer sur le terrain, passant par la cote 424 (environ 1 000 mètres sud-est de Dunzweiler), par les cotes 363 (Fuchs-Berg), 322 (sud-ouest de Waldmohr), puis à l'est de Jagersburg et de Erbach, puis englobant Homburg en passant par les cotes 361 (2 km 500 environ à l'est-nord-est de la ville), 342 (2 kilomètres environ sud-est de la ville), 357 (Schreiners-Berg), 356, 350 (1 km 500 environ sud-est de Schwarzenbach), passant ensuite à l'est de Einod, au sud-est des cotes 322 et 333, à environ 2 kilomètres est de Webenheim, 2 kilomètres est de Mimbach, contournant à l'est le mouvement de terrain sur lequel passe la route de Mimbach à Bockweiler de manière à comprendre ladite route dans le territoire de la Sarre, passant immédiatement au nord de l'embranchement des deux routes venant de Bockweiler et de Altheim et situé à environ 2 kilomètres nord d'Altheim, puis, par Ringweilerhof exclu et la cote 322 incluse, rejoignant la frontière française au coude qu'elle forme à environ 1 kilomètre sud de Hornbach ».

### Composition
La superficie du territoire du bassin de la Sarre était 1 912 km2.

#### Territoires cédés par la Prusse
Pour la création du territoire du bassin de la Sarre, l’État libre de Prusse céda à la Société des Nations des territoires qui relevaient du gouvernement de Trèves (allemand : Regierungsbezirk Trier) de la province de Rhénanie :
- La ville de Sarrebruck (allemand : Stadt Saarbrücken)
- Les trois cercles, ou arrondissements, suivants :
  - Le cercle d’Ottweiler (allemand : Kreis Ottweiler)
  - Le cercle de Sarrebruck-Campagne (allemand : Landkreis Saarbrücken)
  - Le cercle de Sarrelouis (allemand : Kreis Saarlouis)
- Une partie des deux cercles, ou arrondissements, suivants :
  - Des communes du cercle de Merzig (allemand : Kreis Merzig), savoir : …
  - Des communes du cercle de Saint-Wendel (allemand : Kreis Sankt Wendel), savoir : …

La superficie des territoires ainsi cédés par la Prusse était de 1 486 km2. Leur population était d’environ … habitants.

Les communes du cercle de Merzig restées prussiennes formèrent le cercle de Merzig-Wadern (allemand : Restkreis Merzig-Wadern).

Les communes du cercle de Saint-Wendel restées prussiennes formèrent le cercle de Saint-Wendel-Baumholder (allemand : Restkreis Sankt Wendel-Baumholder)

#### Territoires cédés par la Bavière
Quant à l’État libre de Bavière (allemand : Freistaat Bayern), il céda à la Société des Nations une partie des bailliages suivants, qui relevaient du gouvernement du Palatinat (allemand : Regierungsbezirk Pfalz) :
- Douze communes du bailliage de Deux-Ponts (allemand : Bezirksamt Zweibrücken), savoir : Altheim, Einöd-Ingweiler, Ixheim, Medelsheim, Mimbach, Neualtheim, Niederauerbach, Niedergailbach, Peppenkum, Seyweiler, Utweiler et Walsheim
- Des communes du bailliage de Saint-Ingbert (allemand : Bezirksamt Sankt Ingbert), savoir : …
- Des communes du bailliage de Hombourg (allemand : Bezirksamt Homburg), savoir : …

La superficie des territoires ainsi cédés par la Bavière était de 426 km2. Leur population était d’environ … habitants.

Les communes du bailliage de Saint-Ingbert restées bavaroises formèrent ...

Les seize communes du bailliage de Hombourg restées bavaroises - Bechhofen, Bliesdalheim, Böckweiler, Brenschelbach, Bubenhausen, Großbundenbach, Käshofen, Kirrberg, Kleinbundenbach, Krähenberg, Lambsborn, Langwieden, Martinshöhe, Mörsbach, Rosenkopf et Wiesbach - furent incorporées dans le bailliage bavarois de Deux-Ponts.

## Drapeau, armoiries et sceau

### Drapeau
| Symbole décrivant l'usage, explicité ci-après | Le drapeau du territoire du bassin de la Sarre était un drapeau tricolore, bleu, blanc et noir, à trois bandes horizontales d'égale dimension, le bleu en haut et le noir en bas. |

### Armoiries
|  | Le blason du territoire du bassin de la Sarre peut être blasonné comme suit : « Écartelé : - Au premier : de sable à la roue d'argent, brochant deux maillets du même, passés en sautoir ; - Au deuxième : d'argent à la rose de gueules, boutonnée d'or et pointée de sinople ; - Au troisième : d'argent au soleil d'or, figuré de sable, dissipant un nuage d'azur ; - Au quatrième : d'azur au lion rampant d'argent, lampassé de gueules, armé et couronné d'or, cantonné de quatre croisettes pattées d'argent ». |

### Sceau
Le sceau de la Commission de Gouvernement du territoire du bassin de la Sarre (allemand : Stempel der Regierungskommission des Saargebiets).

## Politique
Le territoire du bassin de la Sarre, bien que relevant toujours juridiquement de la souveraineté allemande, était placé entre 1920 et 1935 sous le mandat de la Société des Nations. Son administration fut confiée à la France.
Le territoire était issu de régions de la Rhénanie prussienne et du district du Palatinat bavarois, avec Sarrebruck comme capitale ; sa superficie est légèrement moindre que celle de la Sarre actuelle. Sa population était de 832 000 personnes environ en 1933.

### Gouvernement

#### Administration supérieure (1919-1920)
| Nom                   | Dates du mandat  | Dates du mandat  | Nationalité |
| --------------------- | ---------------- | ---------------- | ----------- |
| Joseph Louis Andlauer | 17 février 1919  | 20 novembre 1919 | France      |
| Henri Wirbel          | 20 novembre 1919 | 7 mars 1920      | France      |

#### Commission de gouvernement (1920-1935)
La Commission de gouvernement représentait la Société des Nations et comprenait cinq personnes, dont un Français, un non-Français originaire de la Sarre et trois autres personnes ne venant ni de France ni d’Allemagne.
| Nom                        | Dates du mandat | Dates du mandat | Nationalité |
| -------------------------- | --------------- | --------------- | ----------- |
| Victor Rault               | 26 février 1920 | 31 mars 1926    | France      |
| George Washington Stephens | 1er avril 1926  | 9 juin 1927     | Canada      |
| Sir Ernest Wilton          | 9 juin 1927     | 1er avril 1932  | Royaume-Uni |
| Sir Geoffrey George Knox   | 1er avril 1932  | 28 février 1935 | Royaume-Uni |

### Assemblée représentative (Landesrat)

#### Premier Landesrat (1922-1924)

##### Résultat des élections
|                                                                                    | Voix   | Voix  | Sièges | Sièges |
| Partis                                                                             | Nombre | %     | Nombre | %      |
| Parti du centre allemand (Zentrumspartei des Saargebietes) - Zentrum               | 92 252 | 47,72 | 16     | 53,33  |
| Parti social-démocrate d'Allemagne (Sozialdemokratische Partei Deutschlands) - SPD | 29 207 | 15,11 | 5      | 16,67  |
| Parti libéral sarrois (de) (Liberale Volkspartei) - LVP                            | 24 829 | 12,94 | 4      | 13,33  |
| Association de propriétaires et d'agriculteurs (de)                                | 16 063 | 8,31  | 2      | 6,67   |
| Parti communiste d'Allemagne (Kommunistische Partei Deutschlands) - KPD            | 14 532 | 7,52  | 2      | 6,67   |
| Parti démocrate allemand (Deutsch-demokratische Partei des Saargebietes) - DDP     | 7 539  | 3,90  | 1      | 3,33   |
| Mieterschutz-Vereinigung                                                           | 4 137  | 2,14  | -      | -      |
| unabhängige sozialdemokratische Partei                                             | 2 715  | 1,40  | -      | -      |
| Kriegsopfer                                                                        | 2 030  | 1,05  | -      | -      |

##### Liste des membres par parti
- Zentrum : Eduard Angel, Richard Becker, Johann Gladel, Elisabeth Hallauer, Peter Heinz, Mathias Karius, Peter Kiefer, Johann Jakob Kratz, Franz Levacher, Wilhelm Martin, Mathias Niederländer, Wilhelm Rütters, Peter Scheuer, Anton Schmidt, Johann Werth, Peter Wilhelm
- SPD : Anton Betz, Johann Peter Hoffmann, Hermann Petri, Hermann Ringle, Walther Sender
- LVP : Friedrich Fuchs, Hermann Röchling, Wilhelm Schmelzer, Max von Vopelius
- VHL (de) : Gustav Schmoll, Peter Wagner
- KPD : Johann Helfgen, Philipp Reinhard
- DDP : Oskar Scheuer

##### Président du Landesrat
Bartholomäus Koßmann (Zentrum) : du 19 juillet 1922 au 23 mars 1924.

#### Deuxième Landesrat (1924-1928)

##### Résultat des élections
| | Voix      | Voix  | Sièges | Sièges |
| Partis | Nombre    | %     | Nombre | %      |
| Parti du centre allemand (Zentrumspartei des Saargebietes) - Zentrum                                              | 3 246 511 | 42,77 | 14     | 46,67  |
| Parti social-démocrate d'Allemagne (Sozialdemokratische Partei Deutschlands) - SPD                                | 1 398 949 | 18,43 | 6      | 20,00  |
| Parti communiste d'Allemagne (Kommunistische Partei Deutschlands) - KPD                                           | 1 207 211 | 15,90 | 5      | 16,67  |
| Parti populaire allemand (Deutsch-Saarländische Volkspartei) - DVP – Vereinigte liberale und demokratische Partei | 1 127 258 | 14,85 | 4      | 13,33  |
| Vereinigung von Hausbesitz und Landwirtschaft – Deutscher Wirtschafts-Bund                                        | 311 722   | 4,11  | 1      | 3,33   |
| Saarländische Arbeitsgemeinschaft                                                                                 | 207 129   | 2,73  | -      | -      |
| Deutschnationale Partei                                                                                           | 91 631    | 1,21  | -      | -      |

##### Liste des membres par parti
- Zentrum : Richard Becker, Johann Gladel, Peter Heinz, Mathias Karius, Peter Kiefer, Johann Jakob Kratz, Franz Levacher, Wilhelm Martin, Wilhelm Rütters, Peter Scheuer, Nikolaus Seiwert, Willibrord Thiel, Peter Wilhelm
- SPD : Anton Betz, Karl Brettar, Johann Peter Hoffmann, Hermann Petri, Walther Sender, August Werkle, Fritz Zimmer
- KPD : Ludwig Berndt, Friedrich Eifler (nachgerückt für Karl Sticher), Philipp Reinhard, Franz Schäfer, Karl Sticher (1926 ausgeschieden), Karl Ulrich
- DSVP : Otto Hussong, Hermann Röchling, Wilhelm Schmelzer, Max von Vopelius
- VHL (de) : Albert Jakob

##### Président du Landesrat
Peter Scheuer (Zentrum) : à compter du 24 mars 1924.

#### Troisième Landesrat (1928-1932)

##### Résultat des élections
| | Voix    | Voix  | Sièges | Sièges |
| Partis | Nombre  | %     | Nombre | %      |
| Parti du centre allemand (Zentrumspartei des Saargebietes) - Zentrum                                              | 129 162 | 46,39 | 14     | 46,67  |
| Parti communiste d'Allemagne (Kommunistische Partei Deutschlands) - KPD                                           | 46 541  | 16,72 | 5      | 16,67  |
| Parti social-démocrate d'Allemagne (Sozialdemokratische Partei Deutschlands) - SPD                                | 43 557  | 15,64 | 5      | 16,67  |
| Parti populaire allemand (Deutsch-Saarländische Volkspartei) - DVP – Vereinigte liberale und demokratische Partei | 26 230  | 9,42  | 3      | 10     |
| Parti national du peuple allemand (Deutschnationale Volkspartei) - DNVP                                           | 10 536  | 3,78  | 1      | 3,33   |
| Parti chrétien-social impérial (de) (Christlich-Soziale Reichspartei des Saargebietes) - CSRP                     | 9 321   | 3,35  | 1      | 3,33   |
| Parti des classes moyennes allemandes (Deutsche Wirtschaftspartei) - WP                                           | 9 154   | 3,29  | 1      | 3,33   |
| Parti démocrate allemand (Deutsch-demokratische Partei des Saargebietes) - DDP                                    | 3 923   | 1,41  | -      | -      |

##### Liste des membres par parti
- Zentrum : Karl Albrecht, Eduard Angel, Richard Becker, Albert Blügel, Josef Gärtner, Johann Gladel, Georg Hirschmann-Sutor, Peter Kiefer, Franz Levacher, Wilhelm Martin, Wilhelm Palm, Peter Scheuer, August Weber, Peter Wilhelm
- SPD : Johann Peter Hoffmann, Heinrich Lieser, Hermann Petri, Bernhard Schneider, Walther Sender
- KPD : Philipp Daub (ausgeschieden 1929), Karl Heckler, August Hey, Friedrich Pfordt (nachgerückt für Philipp Daub), Philipp Reinhard (à partir de 1929 : KPO), Albin Weis (à partir de 1929 : KPO)
- DSP : Philipp Diehl, Hermann Röchling, Wilhelm Schmelzer
- Wirtschaftspartei : Gustav Schmoll
- DVP : Wilhelm Reichard
- CSRP (de)

##### Président du Landesrat
Peter Scheuer (Zentrum) : maintenu à la présidence du Landesrat.

#### Quatrième Landesrat (1932-1935)

##### Résultat des élections
| | Voix    | Voix  | Sièges | Sièges |
| Partis | Nombre  | %     | Nombre | %      |
| Parti du centre allemand (Zentrumspartei des Saargebietes) - Zentrum                                              | 156 615 | 43,19 | 14     | 46,67  |
| Parti communiste d'Allemagne (Kommunistische Partei Deutschlands) - KPD                                           | 84 112  | 23,19 | 8      | 26,67  |
| Parti social-démocrate d'Allemagne (Sozialdemokratische Partei Deutschlands) - SPD                                | 35 968  | 9,92  | 3      | 10,00  |
| National-Sozialistische Arbeiterpartei NSDAP                                                                      | 24 455  | 6,74  | 2      | 6,67   |
| Parti populaire allemand (Deutsch-Saarländische Volkspartei) - DVP – Vereinigte liberale und demokratische Partei | 24 152  | 6,66  | 2      | 6,67   |
| Deutsche Wirtschaftspartei des Mittelstandes                                                                      | 11 591  | 3,20  | 1      | 3,33   |
| Arbeiter- und Bauernpartei Deutschlands – Christlich-radikale Volksfront                                          | 6 491   | 1,79  | -      | -      |
| Parti national du peuple allemand (Deutschnationale Volkspartei) - DNVP                                           | 5 776   | 1,59  | -      | -      |
| Parti communiste d'Allemagne - opposition (Kommunistische Partei Deutschlands - Opposition) - KPD-O               | 5 353   | 1,48  | -      | -      |
| Liste Otto Fried                                                                                                  | 3 434   | 0,95  | -      | -      |
| Sozial-Demokratische Arbeiterpartei Deutschlands                                                                  | 2 584   | 0,71  | -      | -      |
| Deutsche Staatspartei                                                                                             | 2 100   | 0,58  | -      | -      |

##### Liste des membres par parti
- Zentrum : Karl Albrecht, Eduard Angel, Richard Becker, Albert Blügel, Josef Gärtner, Johann Gladel, Nikolaus Haßler, Georg Hirschmann-Sutor, Peter Kiefer, Franz Levacher, Wilhelm Martin, Peter Scheuer, Wilhelm Schinhofen, Peter Wilhelm
- KPD : Heinrich Detjen, Wilhelm Frisch, August Hey, Luise Herrmann, Johann L’Hoste, Paul Lorenz, Hans Pink, Heinrich Sommer
- SPD : Max Braun, Heinrich Lieser, Hermann Petri
- DSVP : Hermann Röchling, Wilhelm Schmelzer
- NSDAP : Peter Baltes, Karl Brück
- Wirtschaftspartei : Gustav Schmoll

##### Président du Landesrat
Peter Scheuer (Zentrum) : jusqu'au 28 février 1935.

## Organisation administrative

### Cercles
Le territoire du bassin de la Sarre était subdivisé en huit cercles (allemand : Kreise), ou arrondissements, portant le nom de leur chef-lieu (allemand : Sitz), à savoir :
1. Le cercle de Hombourg (allemand : Kreis Homburg)
2. Le cercle de Merzig (allemand : Kreis Merzig)
3. Le cercle d'Ottweiler (allemand : Kreis Ottweiler)
4. Le cercle de Saint-Ingbert (allemand : Sankt Ingbert)
5. Le cercle de Saint-Wendel (allemand : Kreis Sankt Wendel)
6. Le cercle de Sarrebruck-Ville (allemand : Stadtkreis Saarbrücken)
7. Le cercle de Sarrebruck-Campagne (allemand : Landkreis Saarbrücken)
8. Le cercle de Sarrelouis (allemand : Kreis Saarlouis)

## Organisation judiciaire

### Tribunaux de bailliages
La ville de Sarrebruck (allemand : Stadt Saarbrücken) et les communes du cercle - ou arrondissement - de Sarrebruck-Campagne (allemand : Landkreis Saarbrücken) continuèrent à être distribuées entre les trois tribunaux de bailliages existants, savoir :
- Le tribunal de bailliage de Sarrebruck (allemand : Amtsgericht Saarbrücken)
- Le tribunal de bailliage de Sulzbach (allemand : Amtsgericht Sulzbach)
- Le tribunal de bailliage de Völklingen (allemand : Amtsgericht Völklingen)

Les communes du cercle - ou arrondissement - de Sarrelouis (allemand : Kreis Saarlouis) continuèrent à être distribuées entre les deux tribunaux de bailliages existants, savoir :
- Le tribunal de bailliage de Lebach (allemand : Amtsgericht Lebach)
- Le tribunal de bailliage de Sarrelouis (allemand : Amtsgericht Saarlouis)

Les communes du cercle - ou arrondissement - d’Ottweiler (allemand : Kreis Ottweiler) continuèrent à être distribuées entre trois tribunaux de bailliages existants, savoir :
- Le tribunal de bailliage de Neunkirchen (allemand : Amtsgericht Neunkirchen)
- Le tribunal de bailliage d’Ottweiler (allemand : Amtsgericht Ottweiler)
- Le tribunal de bailliage de Tholey (allemand : Amtsgericht Tholey)

En 1919, les communes du cercle - ou arrondissement - de Merzig (allemand : Kreis Merzig) étaient distribuées entre les deux tribunaux de bailliages suivants :
- Le tribunal de bailliage de Merzig (allemand : Amtsgericht Merzig)
- Le tribunal de bailliage de Wadern (allemand : Amtsgericht Warden)

Leurs ressorts respectifs furent modifiés : la partie sarroise du cercle de Merzig forma le ressort du tribunal de bailliage de Merzig ; la partie du cercle de Merzig restée prussienne forma le cercle de Merzig-Wadern (allemand : Restkreis Merzig-Wadern) et devint le ressort du tribunal de bailliage de Wadern.

En 1919, les communes du cercle - ou arrondissement - de Saint-Wendel (allemand : Kreis Sankt Wendel) étaient distribuées entre trois tribunaux de bailliage, savoir :
- Le tribunal de bailliage de Baumholder (allemand : Amtsgericht Baumholder)
- Le tribunal de bailliage de Grumbach (allemand : Amtsgericht Grumbach)
- Le tribunal de bailliage de Saint-Wendel (allemand : Amtsgericht Sankt Wendel)

Les communes de la partie sarroise du cercle - ou arrondissement - de Saint-Wendel (allemand : Kreis Sankt Wendel) relevèrent du tribunal de bailliage de Saint-Wendel. En revanche, les communes de la partie du cercle de Saint-Wendel restée prussienne formèrent le cercle - ou arrondissement - de Saint-Wendel-Baumholder (allemand : Restkreis Sankt Wendel-Baumholder) et furent distribuées entre les tribunaux de bailliage de Baumholder et de Grumbach.

En 1919, les communes du bailliage de Hombourg (allemand : Bezirksamt Homburg) relevaient du tribunal de bailliage de Hombourg. Les communes de la partie sarroise du bailliage de Hombourg continuèrent à relever de ce tribunal de bailliage.
En 1919, les communes du bailliage de Saint-Ingbert (allemand : Bezirksamt Sankt Ingbert) étaient distribuées entre deux tribunaux de bailliages, savoir :
- Le tribunal de bailliage de Bliescastel (allemand : Amtsgericht Blieskastel)
- Le tribunal de bailliage de Saint-Ingbert (allemand : Amtsgericht Sankt Ingbert)

Les communes de la partie sarroise du bailliage de Saint-Ingbert relevèrent du tribunal de bailliage de Blieskastel.

### Tribunal régional de Sarrebruck
Le tribunal régional de Sarrebruck (allemand : Landgericht Saarbrücken) fut maintenu, mais son ressort fut modifié.

En 1919, son ressort comprenait quatorze tribunaux de bailliages (allemand : Amtsgerichte), qui avaient succédé aux justices de paix (allemand : Friedensgerichte).

Les cinq tribunaux de bailliages suivants cessèrent d'être de son ressort, pour relever du tribunal régional de Coblence (allemand : Landgericht Koblenz) :
- Le tribunal de bailliage de Baumholder (allemand : Amtsgericht Baumholder)
- Le tribunal de bailliage de Birkenfeld (allemand : Amtsgericht Birkenfeld)
- Le tribunal de bailliage de Grumbach (allemand : Amtsgericht Grumbach)
- Le tribunal de bailliage de Nohfelden (allemand : Amtsgericht Nohfelden)
- Le tribunal de bailliage de Oberstein (allemand : Amtsgericht Oberstein)

En revanche, le tribunal de bailliage suivant, qui relevait du tribunal régional de Trèves (allemand : Landgericht Trier), fut inclus dans son ressort :
- Le tribunal de bailliage de Merzig (allemand : Amtsgericht Merzig)

Il en fut de même des trois tribunaux de bailliages suivants, qui relevaient du tribunal régional de Deux-Ponts (allemand : Landgericht Zweibrücken) :
- Le tribunal de bailliage de Bliescastel (allemand : Amtsgericht Blieskastel)
- Le tribunal de bailliage de Hombourg (allemand : Amtsgericht Homburg)
- Le tribunal de bailliage de Saint-Ingbert  (allemand : Amtsgericht Sankt Ingbert)

### Cour suprême de justice de Sarrelouis
En 1919, les tribunaux régionaux de Sarrebruck  (allemand : Landgericht Saarbrücken) et de Trèves (allemand : Landgericht Trier) relevaient du tribunal régional supérieur de Cologne (allemand : Oberlandesgericht Köln) qui avait succédé à tribunal d'appel rhénan (allemand : Rheinischer Appellationsgerichtshof) siégeant à Cologne. D'autre part, le tribunal régional de Deux-Ponts (allemand : Landgericht Zweibrücken) relevait du tribunal régional supérieur de Deux-Ponts (allemand : Oberlandesgericht Zweibrücken). En outre, les tribunaux régionaux supérieurs relevaient du tribunal supérieur d'Empire siégeant à Leipzig.

Par un règlement, la Commission de Gouvernement du territoire du bassin de la Sarre créa une Cour suprême de justice siégeant à Sarrelouis et lui attribua les compétences des tribunaux régionaux supérieurs et du tribunal supérieur d'Empire.